# Sükrullah
Sükrullah, teljes neve Şükrüllah bin İmam Şihabeddîn Ahmed bin İmam Zeyneddin Zekî (Amasya, 1388 – Isztambul, 1488), Oszmán történész, aki a XIX. A Behcetü't Tevârîh című történelmi könyv szerzőjeként vált híressé.

## Élete
Elfogadott, hogy Amasyában született 1388-ban. 
Az oszmán tudós osztályhoz tartozik. II. Murád és II. II. Mehmed uralkodása alatt 22 évig dolgozott az Oszmán Birodalom szolgálatában. II. Murád uralkodása alatt a Karamanoğulları Hercegségbe küldték nagykövetnek.
1488-ban halt meg Isztambulban. Sírja Isztambulban, a Sheikh Ebul Vefa mecsetben található.

## Történelmi műve
Sükrullah 1456-ban kezdte írni Behcetü't Tevârîh című művét, 1459-ben fejezte be és II. Mehmed nagyvezírjének , Veli Mahmud pasának ajánlotta. Ezt a perzsa nyelven írt művet 1530-ban, Nagy Szulejmán uralkodása idején fordították le törökre.
A Behcetü't Tevârîh tizenhárom részből áll, és célja, hogy elmesélje a világ történelmét.  A mű nyolcadik része, II. Mehmed trónra lépéséig (1451)  az oszmán történelemről  beszél.
Behcetü't Tevârîh-t más oszmán történelemírók (főleg Karamani Mehmet pasa, Sarıca Kemal, Ruhi Çelebi, Mehmet Zaim) használták forrásként. Az utolsó, az oszmánokról szóló rész törökre lefordítva 1939 és 49 között kétszer is megjelent. 